# Milhazes
Milhazes ist ein Ort und eine ehemalige Gemeinde (Freguesia) im nordportugiesischen Kreis Barcelos. Die Gemeinde hatte 910 Einwohner (Stand 30. Juni 2011).
Im Zuge der Gebietsreform am 29. September 2013 wurden die Gemeinden Milhazes, Faria und Vilar de Figos zur neuen Gemeinde União das Freguesias de Milhazes, Vilar de Figos e Faria zusammengefasst. Milhazes ist Sitz dieser neu gebildeten Gemeinde.